# Revolta a Grècia de 2021
La revolta a Grècia de 2021 va produir-se en resposta a un projecte de llei governamental que permetria la presència de la policia als campus universitaris per primera vegada en dècades des de la Dictadura dels Coronels (1967-1974), fet pel qual els grups de l'oposició van acusar el govern d'aprofitar la pandèmia per coronavirus de 2020 per a imposar cada cop mesures més autoritàries. Les protestes es van intensificar en resposta a la vaga de fam del pres polític Dimitris Koufontinas, que havia començat la vaga el desembre exigint el seu trasllat a una presó diferent després de ser portat a la força a un centre de màxima seguretat, en resposta a la brutalitat policial i en rebuig a la força policial especial composta per mil agents equipats amb porres, pistoles elèctriques i gas pebre per desplegar-los permanentment dins de les facultats de les 24 universitats estatals hel·lenes.
L'estudiantat va impugnar no només la «militarització» de les universitats, sinó també altres mesures: la que introdueix una nota mínima en els exàmens finals per a ser admès a la universitat, la reintroducció de l'avaluació dels docents després de 40 anys i un número màxim d'anys dins dels quals l'alumnat ha de completar el curs d'educació superior. Es tracta de mesures que condueixen a l'expulsió de l'educació superior dels menys afavorits o obligats a treballar per pagar-se els estudis. Uns altres articles que també reberen resposta equiparen les universitats privades amb les públiques i estableixen «consells disciplinars» dedicats a jutjar i possiblement expulsar els estudiants considerats responsables de conductes reprovables.
El primer ministre Kiriakos Mitsotakis va condemnar els partits de l'oposició per haver «explotat la fatiga del confinament» i els va culpar de les mobilitzacions massives.

## Esdeveniments

### Febrer
El 4 de febrer, estudiants i professorat universitari van sortir al carrer per a protestar contra una proposta de llei de reforma educativa que permetia la presència policial als campus universitaris. 5.000 persones es van manifestar a Atenes, mentre que 1.000 més ho van fer a Tessalònica. Desafiant la prohibició de reunions públiques imposada pel confinament, els estudiants van organitzar setmanalment protestes contra el nou projecte de llei.
El 10 de febrer, data del debat previst sobre la llei de reforma educativa, van tenir lloc enfrontaments amb la policia a Atenes i Tessalònica, durant els quals la policia va utilitzar gas lacrimogen per a dispersar els manifestants que van respondre llençant ampolles, pedres i còctels molotov.
El 22 de febrer, els manifestants van ocupar el rectorat de la Universitat de Tessalònica, i quan la policia va intentar desallotjar-los van iniciar-se els enfrontaments, fet que va provocar la detenció de 31 persones i 32 multes de 300 euros a manifestants per violar les condicions del toc de queda del país. Posteriorment, més de 5.000 persones es van concentrar davant dels jutjats de Tessalònica en suport als arrestats.
El 23 de febrer, nombrosos ciutadans van repartir fulls volants a l'exterior de la mansió presidencial de la jutgessa Katerina Sakel·laropulu, en suport del pres polític Dimitris Koufontinas. El 24 de febrer, una manifestació solidària amb Koufontinas a Atenes va ser dispersada per la policia mitjançant gas lacrimogen, granades atordidores i un canó d'aigua.

### Març
L'1 de març, el Govern de Grècia va rebutjar la demanda de Koufontinas, de 63 anys, de ser traslladat a la presó de Korydallos. Havent-se deteriorat greument la seva salut a causa dels efectes de la vaga de fam. Milers de persones van mobilitzar-se pacíficament a Atenes i Tessalònica després de la decisió del govern.
El 7 de març, la policia d'Atenes va informar que quan una patrulla de la policia va entrar al barri de Nea Smirni per a investigar les vulneracions del confinament, va ser atacada per un grup de 30 persones, resultant ferits 2 agents, fet que va desencadenar la detenció d'11 persones. No obstant això, van aparèixer vídeos dels fets que mostraven ciutadans en actitud pacífica a qui la policia va llançar a terra i copejar amb les porres. Quatre hores més tard, més de 500 persones es van concentrar per protestar per l'incident i van ser dispersades violentament amb gas lacrimogen i granades atordidores. Pavlos Christidis del Moviment pel Canvi va denunciar l'incident afirmant que «no va ser un accident, el govern i Mitsotakis ho volien».
El 9 de març, 5.000 persones es van manifestar a Nea Smyrni per a protestar contra la brutalitat policial, durant la qual joves manifestants van llançar pedres i còctels molotov contra la policia. Aquesta va respondre amb canons d'aigua, gas lacrimogen i granades atordidores. Alguns joves manifestants van atacar una comissaria d'Atenes amb còctels molotov i, durant els enfrontaments, un agent de policia va resultar ferit. En total 10 persones van ser arrestades sota la sospita de participar en els disturbis, que van ser condemnats tant pel govern com pels partits de l'oposició. El primer ministre va pronunciar un discurs televisiu en què va afirmar que: «la ràbia cega no porta enlloc. Hauria de servir de toc d'atenció que la vida d'un jove policia estigui en perill. En aquest moment, tothom ha de mostrar moderació i calma».
L'11 de març, després que la policia desallotgés la Universitat de Tessalònica, 8.000 persones van manifestar-se contra la repressió policial. Els manifestants van enfrontar-se a la policia, es van intercanviar còctels molotov i gasos lacrimògens i es van detenir diverses persones.
El 14 de març, Dimitris Koufontinas va posar fi a la vaga de fam després de 66 dies ja que havia provocat una insuficiència renal. Va donar les gràcies a aquells que havien protestat en solidaritat amb ell en la seva «lluita contra un sistema de poder inhumà».